# Hortaleza
Hortaleza est un des 21 districts de la ville de Madrid. D'une superficie de 2 800,60 hectares, il accueille 172 705 habitants. 
En 2005 il y avait 153 939 habitants, dont 1 424 personnes françaises[Quoi ?]. La communauté française d'Hortaleza comprend le Lycée français de Madrid, une librairie française, et une crèche française[Quoi ?].

## Géographie
Le district est divisé en six quartiers (barrios) :
- Palomas
- La Piovera
- Canillas
- Pinar del Rey
- Apóstol Santiago
- Valdefuentes

## Éducation
- Lycée français de Madrid Campus Conde de Orgaz[1]

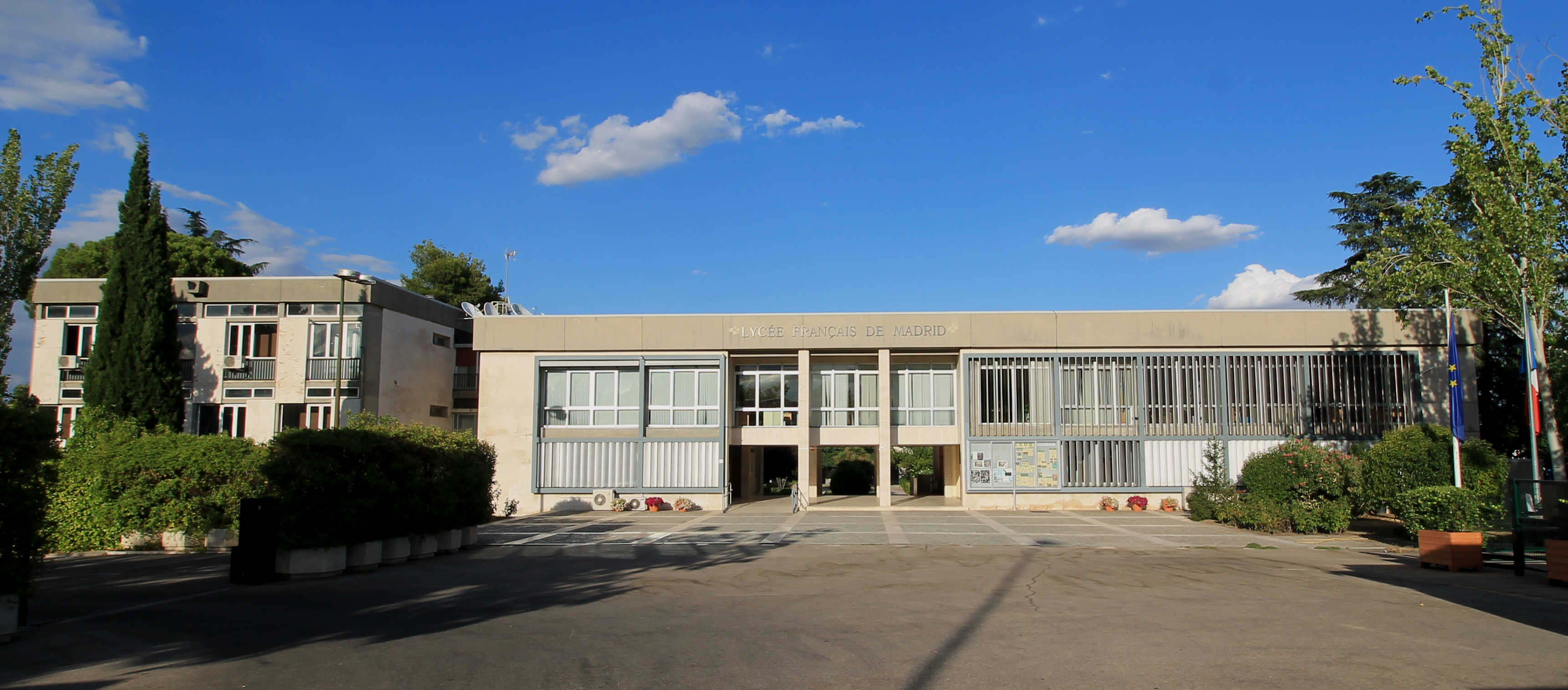
Lycée français de Madrid Campus Conde de Orgaz